# Punta Guijarro
La punta Guijarro es un accidente geográfico costero ubicado en el departamento Magallanes en la provincia de Santa Cruz (Argentina), más específicamente en la posición  49°15′16″S 67°40′11″O / -49.25444, -67.66972. Junto con la punta Peña constituyen el límite externo de la bahía de San Julián. Se encuentra a aproximadamente 5 km hacia el noreste en línea recta de la ciudad de Puerto San Julián.
La costa de punta Guijarro está conformada por terrazas de acreción marina formadas por una serie de cordones litorales paralelos, compuestos por rodados y gravas, de altura decreciente. Algunos de estos cordones presentan un incipiente proceso de edafización.